# NGC 1160
NGC 1160 је спирална галаксија у сазвежђу Персеј која се налази на NGC листи објеката дубоког неба.
Деклинација објекта је + 44° 57' 20" а ректасцензија 3h 1m 13,2s. Привидна величина (магнитуда) објекта NGC 1160 износи 12,8 а фотографска магнитуда 13,5. Налази се на удаљености од 24,3000 милиона парсека од Сунца. NGC 1160 је још познат и под ознакама UGC 2475, MCG 7-7-14, CGCG 540-27, KCPG 86A, IRAS 02579+4445, PGC 11403.